# 訃報 1993年7月
訃報 1993年7月（ふほう 1993ねん7がつ）では、1993年（平成5年）7月中に物故した、又は物故が報じられた人物についてまとめる。

## （1日 - 15日）

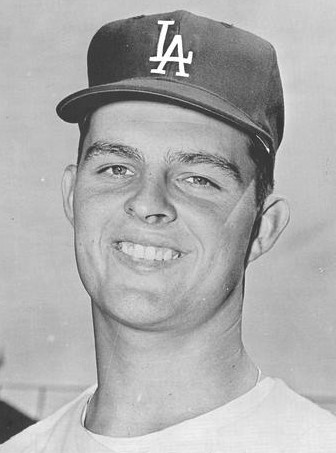
ドン・ドライスデール / 7月3日没

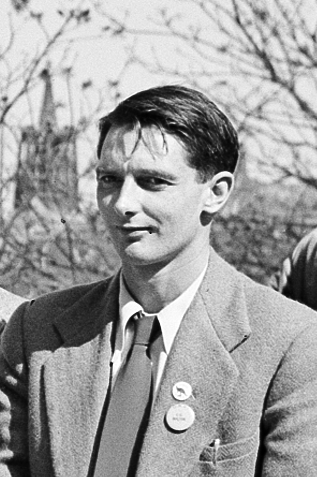
ジョン・ボルトン / 7月6日没

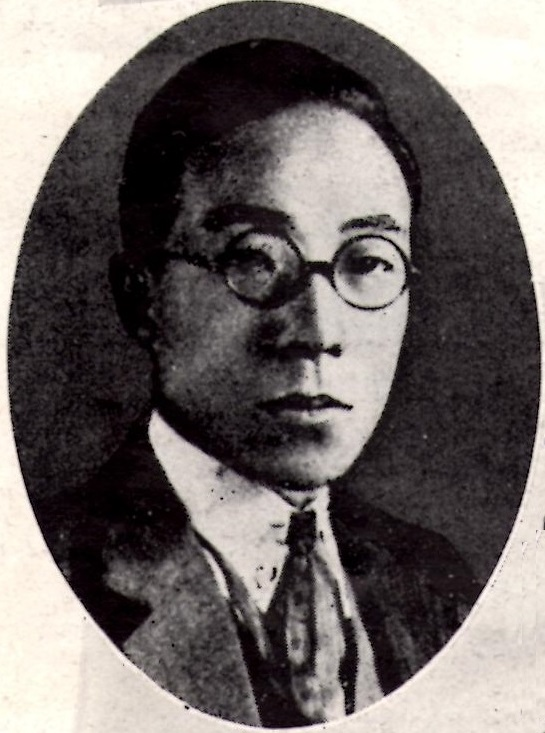
高山岩男 / 7月7日没

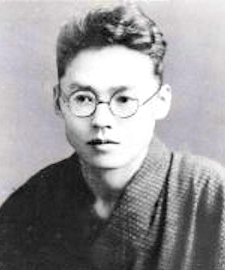
井伏鱒二 / 7月10日没

- 7月1日 - 村上泰亮、経済学者・評論家（* 1931年）
- 7月3日 - 加藤楸邨、俳人・国文学者（* 1905年）
- 7月3日 - 吉田忠雄、実業家、YKKグループ創始者（* 1908年）
- 7月3日 - ドン・ドライスデール、メジャーリーガー（* 1936年）
- 7月6日 - ジョン・ボルトン、天文学者（* 1922年）
- 7月6日 - 森瑤子、小説家（* 1940年）
- 7月7日 - 高山岩男、哲学者（* 1905年）
- 7月10日 - 井伏鱒二、小説家（* 1898年）

## （16日 - 31日）

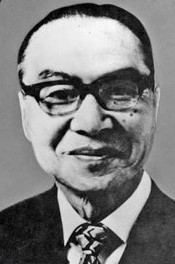
小川平二 / 7月16日没

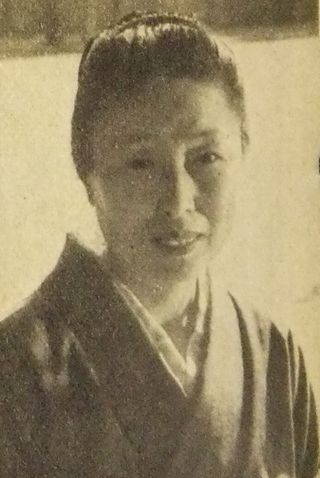
川喜多かしこ / 7月27日没

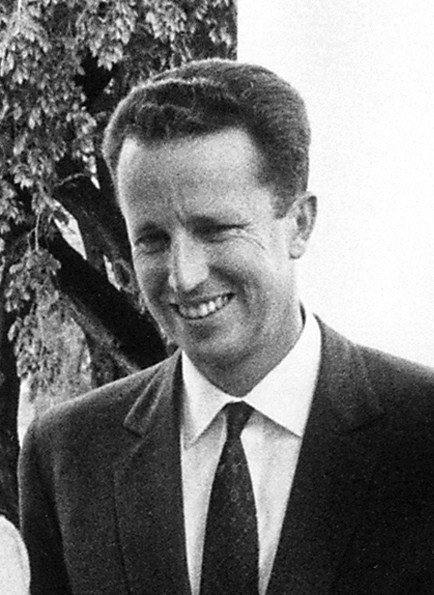
ボードゥアン1世 / 7月31日没

- 7月16日 - 小川平二、元労働大臣・自治大臣・文部大臣（* 1910年）
- 7月18日 - 安部徹、俳優（* 1917年）
- 7月19日 - シモン・ゴールドベルク、ヴァイオリニスト（* 1909年）
- 7月20日 - 津田恒実、元プロ野球選手（* 1960年）
- 7月27日 - 川喜多かしこ、映画文化活動家（* 1908年）
- 7月29日 - アナトリー・ヴェデルニコフ、ピアニスト（* 1920年）
- 7月31日 - ボードゥアン1世、ベルギー国王（* 1930年）